# Elfie, A Salvadora do Planeta
Sango Shou Densetsu: Aoi Umi no Elfie (サンゴ礁伝説 青い海のエルフィ) ou Elfie, A Salvadora do Planeta (título em Portugal) , é um telefilme japonês de anime de 1986 baseado no romance Dois anos de férias de Júlio Verne e também no filme Nausicaä do Vale do Vento de Hayao Miyazaki. Foi ao ar dia 19 de maio de 1986 no canal japonês Fuji TV com o slogan "Tu vais amar o mar".
Em Portugal este telefilme de anime chegou em DVD pela Prisvideo  em 2007.

## Enredo
Os actos irreflectidos do Homem contra a natureza resultaram em modificações anormais das condições atmosféricas em todo o mundo, afundando as civilizações no fundo do mar, como um gesto de raiva de Deus. 400 anos mais tarde, a humanidade recuperou e volta a procurar prosperidade. Os homens que detém o poder planeiam estender ranchos subaquáticos, numa repetição da sua loucura anterior. Misteriosos seres aquáticos tentam impedi-los de o fazer. Estará Ragnarok por perto outra vez? Com amor e com a sua arma, Elfie prepara-se para salvar a terra.

## Produção

### Estúdio do filme de animação
Este filme foi produzido pelo estúdio de animação japonês Nippon Animation em parceria com Nippon Telegraph and Telephone.

### Equipe de produção
Produção: Koichi Motohashi
Responsável pela produção: Takakuwa Mitsuru
Planejamento: Shoji Sato, Eiichi Kubota
Roteiro: Nobuyuki Fujimoto
Técnico: Endo Shigeo, Ishikawa Taihei
Diretor de arte: Nobuyuki Fujimoto
Diretor de fotografia: Toshiaki Morita
Desenho de personagem: Oh! Production, Oh! Production Dragon
Concepção do personagem: Yoichi Kotabe
Projeto mecânico: Koizumi Kenzo
Música: Toshiyuki Watanabe
Produção: Fuji TV, Nippon Animation
Imagem de personagem: Sato Arica
Canção: "Mermaid in Blue" interpretada por Tane Tomoko

## Elencode Dublagem
- Elfi - Sumi Shimamoto
- Al Qasr - Michiru Jo
- Nereu - Mizuho Suzuki
- Karisuma - Kenji Utsumi
- Revel - Yuzuru Fujimoto
- Bierce - Kamiyama Takumi
- Solon - Minoru Yada
- Taresu - Hirabayashi Shozo
- Pittakosu - Kato Masayuki
- Taumasu - Fumio Matsuoka
- Joe - Takurō Kitagawa
- Smith - Hideki Fukushi
- Os jovens aquáticos - Ken'yū Horiuchi
- Assistente A - Shinya Ōtaki
- Assistente B - Kazumi Tanaka
- Outros - Satoko Yasunaga, Chie Kōjiro, Matsumi Ōshiro